# Baiersdorf

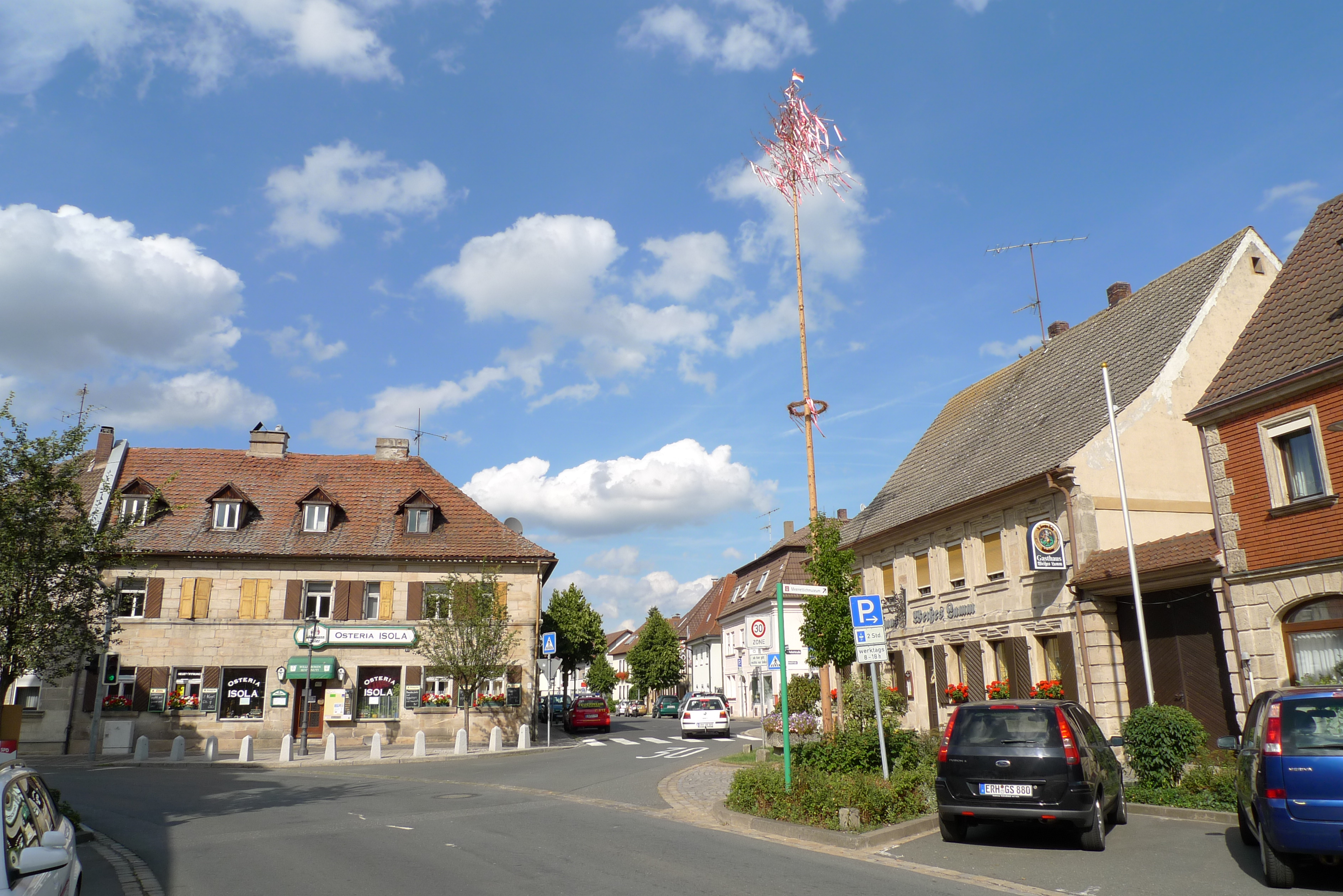
Baiersdorf

Baiersdorf este un oraș din Franconia Mijlocie, landul Bavaria, Germania.